# Жемчуг (бронепалубен крайцер, 1903)
Жемчуг (на руски: Жемчуг) е бронепалубен крайцер от 2-ри ранг на руския императорски флот построен в началото на 20 век. Главен кораб на едноименната серия крайцери построени в Русия по преработеният проект за „малък“ крайцер-разузнавач „Новик“, построен в Германия. Крайцерът участва в Руско-японската война, по конкретно в Цушимското сражение и загива в годините на Първата световна война.

## Построяване и изпитания
Поръчан е на Невския завод в рамките на програмата „За нуждите на Далечния Изток“. На 1 юни 1902 г. официално заложен на стапела в присъствието на Великия княз Алексей Александрович и получава името си „Жемчуг“. В течение на изпитанията на прототипа (крайцерът „Новик“) в проекта нееднократно са внасяни изменения, което забавя и строителството. Освен това, построяването се бави и заради ненавременното изпълнение от страна на контрагентите на завода.
На 26 юни 1902 г. на крайцера са поставени кила, форщевена и ахтерхщевена, шпангоутите, стрингерите, бимсовете; обшивката на бордовете е доведена до горната палуба. На 22 март на „Жемчуг“ вече има монтирани 655 тона стомана. На 11 юни 1903 г. са проведени изпитанията на котлите за крайцера и започва поставянето им на кораба. На 7 август са изпитани в движение гребните валове с винтовете, На 11 август комисия признава работите по „Жемчуг“ за „изпълнени удовлетворително“, а крайцерът – готов за спускането му на вода.
На 14 август 1903 г. в 11 часа, в присъствието на Императора Николай II „Жемчуг“ благополучно слиза във водата. По време на спуска миноносците „Буйний“, „Бравий“ и „Бодрий“ по традиция дават салют с 31 изстрела. За командир на кораба е назначен капитан 2-ри ранг П. П. Левицки.
Към ноември 1903 г. вече са поставени всички котли, поставят се илюминаторите, преградите, мостиците, мачтите, върви настилването на жилищните палуби. Машината на „Жемчуг“ към този момент е вече практически сглобена. Наводнението, от 12 ноември, забавя предаването на изпарителите за „Жемчуг“. Следващия щорм, от 2 декември, откъсва крайцера от швартовите и той засяда на ледена банка, въпреки това, корпусът не получава повреди. За да се ускори строежа, на „Жемчуг“ са предадени двата парни катера от минния транспорт „Волга“.
В началото на 1904 г. е решено да се поставят на крайцера две леки дървени мачти за улесняване на флажната сигнализация. След началото на Руско-японската война работите по строежа на кораба са значително ускорени. В средата на март 1904 г. заводът определя срока за предаване на „Жемчуг“ на флота – 1 юли 1904 г. Проектът отново е преразгледан по опита от първите боеве, и е прието решение за поставянето на още две 120 mm оръдия, които са взети от крайцера „Дмитрий Донски“. Освен това са поставени два торпедни апарата и механичен семафор на фирмата „Шихау“ (за първи път в руския флот). Всеки ден на крайцера се трудят до 480 души майстори. Заводът бърза да изпълни големия обем работи, използвайки стоянката на крайцера при стената. Няколко пъти корабът е посетен от вицеадмирала Фьодор Карлович Авелан и командващия Втората Тихоокеанска ескадра (в състава на която предстои да влезе „Жемчуг“) З. П. Рожественски.
На 26 юли „Жемчуг“ има швартови изпитания, а вече на 5 август прави самостоятелен преход до Кронщат. На изпитанията кораба показва скорост 23,04 възела с претоварване от 250 тона. Всички констатирани на изпитанията недостатъци за кратък срок са отстранени от завода в Ревел. На 29 август „Жемчуг“ окончателно влиза в състава на Втора Тихоокеанска ескадра.
На 27 септември в Ревел се състои Императорски преглед на ескадрата, по време на който Николай II се качва на „Жемчуг“ и пожелава на екипажа и офицерите „щастлив път и благополучно завръщане“.

## През Руско-японската война

### Прехода към Далечния Изток
На 28 септември ескадрата напуска Ревел и, построена в две колони, взима курс за Либава. „Жемчуг“ е в дясната колона зад транспорта „Анадир“. В Либава на крайцера са натоварени въглища, а на 2 октомври „Жемчуг“ завинаги напуска последното руско пристанище в Балтийско море. Главен в отряда обикновено плава крайцера от 2 ранг „Алмаз“ под флага на контраадмирал Енквист. „Жемчуг“ е трети в колоната, зад „Светлана“. По време на похода на кораба има чести повреди, които нерядко се налага да бъдат отстранявани на ход.
На 21 октомври ядрото на Втора Тихоокеанска ескадра пристига в Танжер, и част от корабите с по-малко газене, сред тях и „Жемчуг“, тръгват през Средиземно море и Суецкия канал. На 1 февруари 1905 г. до бреговете на Мадагаскар ескадрата се съединява с „Преследващия отряд“, в който се намират еднотипния с „Жемчуг“ крайцер „Изумруд“. Започват съвместни с ескадрата упражнения по стрелба и еволюции, като „Жемчуг“ се отличава със своето умело маневриране. На 3 март „Жемчуг“ и „Изумруд“ се вливат при главните сили, и на прехода заемат своите места вдясно и вляво на траверса на флагманския броненосец „Княз Суворов“. Плаването е съпроводено с изнурителни претоварвания на въглища на океанска вълна в тропически жеги.
На 6 май „Жемчуг“ задържа норвежкия параход „Оскар II“, но последния е пуснат и, по някои данни, съобщава за местонахождението на цялата руска ескадра. Заповедта с инструкциите, дадени пред боя, посочват на „Жемчуг“ и „Изумруд“ ролята на репетични кораби при флагманските броненосци.

### Цушимското сражение
След подхода на Втора Тихоокеанска ескадра към Цушимския пролив и откриването ѝ от японските разузнавателни съдове, „Жемчуг“ в 7.00 спира японски параход, но по заповед на командващия го пуска. Около 11.00 крайцерът няколко пъти открива огън по японските кораби. В 12.00, вече в Цушимския пролив, корабите сменят курса на норд-ост 23°. Скоро първи броненосен отряд се отделя вдясно от общата колона, при това „Жемчуг“ има заповед да мине на траверса на „Орел“, зад него е „Изумруд“ и четири миноносеца от 1-ви минен отряд.
В началото на боя между главните сили командирът на „Жемчуг“ заповядва да се открие огън „за приповдигане на духа на екипажа“. Веднага след извеждането от строя на броненосеца „Ослябя“, крайцерът се насочва към него и получава първото попадение от 152 mm снаряд. Повредите са незначителни, но е убит лейтенантът барон Врангел и е извадено от строй целата прислуга на кърмовото оръдие. Крайцерът излиза изпод огъня на противника и се оказва сред спомагателните съдове, като едва не се сблъсква със спомагателния крайцер „Урал“: „Жемчуг“ задира с дясната част на кърмата си по форщевена на „Урал“, зацепвайки с десния си винт неговия корпус. Повреди получава минния апарат, от който изпада зарядното отделение за торпедата.
В 14 часа „Жемчуг“ се връща към главните сили на ескадрата, но получава попадение на 120 mm снаряд, детонацията на който причинява многобройни повреди на дясното шкафутно оръдие и запалва снарядите, предназначени за първите изстрели. След това попадение „Жемчуг“ излиза от огъня на линейните сили на японците и влиза в отряда на крайцерите, в килватера на „Владимир Мономах“, водейки престрелка с японските крайцери, нападащи транспортите. Впоследствие командира на „Жемчуг“ смята за по-добре да не се приближава до броненосците, за да не подлага на риск крайцера. Всичко за дневния бой „Жемчуг“ получава 17 попадения, причинили повреди на комините и, незначителни такива на корпуса на кораба; загиват 12 души, в т.ч. двама офицера, около тридесет души са ранени.
Към края на деня „Жемчуг“ окончателно се присъединява към отряда крайцери на контраадмирал Енквист, заемайки място на левия траверс на „Аврора“. През нощта отрядът се опитва да смени курса, но неизменно се натъква на японски миноносци. Капитан 2 ранг Левицки се опитва да разбере намеренията на флагмана, но получава само заповед да следва с отряда към Манила за ремонт. На 21 май руските крайцери пускат котва в Манила, а на 25 май по разпореждане от Петербург се интернират до края на военните действия.
След сключването на мира с Япония на „Жемчуг“ започват подготовка за преход в Русия. Съгласно височайше утвърденото разпределение на интернираните кораби, той трябва да се насочи към Владивосток и да влезе в състава на Сибирската флотилия. На 14 октомври в 12.20 „Жемчуг“ напуска Манила и се насочва към мястото на назначението си.

## В състава на Сибирската военна флотилия
В хода на въстанията във Владивосток на 10 януари 1905 г. екипажът на крайцера се присъединява към метежния гарнизон и взема участие в уличните схватки. След потушаване на вълненията екипажът на крайцера е разоръжен и свален на брега, като 402 моряка са дадени на съд.
Независимо от лошото си техническо състояние, крайцерът ежегодно има плавания по заливите на Приморския край и, редувайки се с канонерската лодка „Манджур“, носи стационарна служба в Шанхай. Освен това, крайцера прави кратковременни походи по китайски, корейски и японски пристанища, използва се като мишена за подготовка на подводничарите. През 1910 г. на „Жемчуг“ започва основен ремонт.
Отремонтираният крайцер провежда кампанията на 1911 г. в практическо плаване като флагмански кораб на командващия флотилията. През май военният министър, от борда на „Жемчуг“, оглежда залива Петър Велики. През 1912 г. кораба е поставен във въоръжения резерв. Командир на крайцера става героя на руско-японската война капитан 2-ри ранг Иванов 13-ти. На следващата година крайцера изпълнява ролята на стационар в Шанхай и Ханкоу. 1914 г. посреща там, охранявайки руските поданици и следи за обстановката в Китай, където има революция. В средата на май „Жемчуг“ се връща във Владивосток, а след месец, за пореден път, има нов командир, който е капитанът 2-ри ранг барон И. А. Черкасов.

## Крайцерът вПървата световна война

### Охрана на морските комуникации на Антантата
В 5 ч 30 мин. на 20 юли 1914 г. над флагманския кораб на флотилията, крайцера „Асколд“ се извива флажния сигнал: „Германия обяви война“. Флотилията е срочно приведена в състояние на бойна готовност.
С височайше позволение крайцерите „Асколд“ и „Жемчуг“ се присъединяват към флота на съюзниците, встъпвайки под командването на английския вицеадмирал Джерам. На 24 август на император Николай II е доложено, че „по заповед на английския адмирал крайцерите „Асколд“ и „Жемчуг“ отплават на 25 август към Хонконг за съединение със силите на съюзниците“. На 25 август в 6 ч. двата крайцера вдигат котва и напускат Владивосток.
На 3 септември, след приемане на борда на английски офицери за свръзка, руските крайцери се разделят при Филипините и оглеждат крайбрежието на островите. В течение на септември 1914 г. „Жемчуг“ успешно конвоира английските и френските транспорти с войски и товари.
На 27 септември „Жемчуг“ се насочва към Сингапур, по пътя конвоирайки френски транспорт. След 5 дневен престой в Сингапур, „Жемчуг“ отплава за Пенанг, конвоирайки четири транспорта. Оттам крайцера се насочва към Никобарските острови в издирване на германския рейдер „Емден“. Поради лошото техническо състояние на котлите, обаче, се връща обратно в Пенанг на следващия ден.
Пускайки котва, барон Черкасов иска разрешение от английския вицеадмирал Т. Джерам, на който е подчинен, за основна проверка на машините и отпушване на котлите след дългото плаване. След като получава разрешение всички котли, освен един, са извадени от действие, при това не отчитат, че останалия действащ котел не е достатъчен да подсигури нормалното електроснабдяване, и в частност, работата на снарядните елеватори и водоотливните средства. На 14 октомври в Пенанг пристига жената на И. А. Черкасов, и той, слизайки на брега, заповядва, все пак, „за всеки случай“, да има заредени оръдия, обърнати към входа на рейда.

### Гибелта на крайцера
В 4 ч. и 50 мин. на 15 октомври „Емден“, без светлини, с фалшив комин, който го маскира на английския крайцер „Ярмут“, влиза в залива на Пенанг, където е безпрепятствено допуснат от дозорните кораби, подлъгани от външния му вид.
Завеждащия пристанището Мак Интр и английския лейтенант Моунд, плаващ като връзка на „Жемчуг“, указват на тази и други мерки за безопасност на командира на руския крайцер. Лейтенант Моунд всяка нощ лично отива в сигналната станция в щаба на гарнизона. Никакви други мерки по охраната, освен изпращането в морето на дозор на един миноносец (Mousquet) и стражеви катер в прохода, по видимо, няма. Два други френски миноносеца стоят, ошвартовани, на стената. „D’lberville“ също ремонтира машините. Такова е положението в Пенанг, когато около 5 часа сутринта на 28 октомври при входа в залива се появява четирикоминен крайцер (четвъртия комин е фалшив), боядисан, както и нашите крайцери, в тъмносив цвят. Вдигнатия на гафела флаг е взет за английски, и стражевия катер, даже без да го запита и да предупреди „Жемчуг“, му дава свободно да премине.
Старшия офицер на крайцера „Емден“ така описва случката:
Всички вече решиха, че експедицията е неуспешна, като изведнъж сред тези „търговци“, стоящи със запалени котвени светлини и с осветени отвътре илюминатори, се показа някакъв тъмен силует без едничка светлина. Това, разбира се е, военен кораб. След няколко минути ние вече сме достатъчно близко, за да се убедим, че това наистина е така. <…> Накрая, когато „Емден“ премина на разстояние около 1 кабелт под кърмата на загадъчния кораб и му излезе на траверса, ние окончателно установихме, че това е крайцера „Жемчуг“. На него царяха мир и тишина. <…> От дистанция 1 кабелт ние изстреляхме своята първа мина от десния бордови апарат и в същия момент открихме огън по целия борд по носовата част на „Жемчуг“…
На „Жемчуг“ започва паника, част от екипажа се хвърля зад борда. Офицерите на крайцера успяват да възстановят реда, но хората, застанали при оръдията, не откриват снаряди – елеваторите за подаване не действат. Старшия артилерийски офицер Ю. Ю. Рибалтовски лично открива огън от ютовото оръдие и, по руски данни, има две попадения в немския кораб. Вахтения началник мичман А. К. Сипайло успява да направи само един изстрел от баковото оръдие, но е веднага убит. След няколко минути „Емден“, повторно захождайки на траверса на „Жемчуг“, изстрелва мина от левия апарат, която, уцелвайки руския кораб под мостика, детонира погреба. Изригва стълб дим и пара на височина около 150 m, корпусът се пречупва и с носа влиза под водата, след 15 секунди на повърхността остават само върха на мачтата с рея.
Излизайки от залива, немският крайцер потопява и френския миноносец и изчезва в тъмнината. В това време в порта започват спасяването на екипажа на „Жемчуг“. След преброяването се оказва, че са загинали мичмана Сипайло и 80 моряка, по-късно 7 умират от раните си, 9 офицера и 113 матроса са ранени с различна степен на тежест.
На 4 януари 1915 г. в Пенанг пристига спомагателния крайцер „Орел“ за организация на водолазните работи. Поради силното течение работите са затруднени и от потъналия кораб успяват да извадят само едно 120 mm оръдие, картечница и 6 оптически мерника. След месец „Орел“ срочно отплава в Сингапур, и с това опитите на руската страна да спасят каквото и да е от имуществото на „Жемчуг“ са прекратени.
По повод на гибелта на крайцера е създадена следствена комисия, която възлага цялата вина за случилото се на командира на кораба барон Иван Александрович Черкасов и старшия офицер Н. В. Кулибин.
През 1920-те години „Жемчуг“ е частично повдигнат и разглобен от английски специалисти.

## Памет за крайцера
Първият паметник за крайцера „Жемчуг“ е поставен през 1915 г. от моряците на спомагателния крайцер „Орел“. През февруари 1938 г. казаци-емигранти, на турне в Пенанг, оправят гроба, поправят кръста и поставят паметна табела с девет фамилии, които са успели да разберат от архивите на гробището). През февруари 1976 г. на гроба се появява нов паметник във вид на каменен куб с надпис „На руските военни моряци от крайцера „Жемчуг“ – благодарната Родина“, създаден вече по инициатива на СССР. През 1990-те години е добавена плоча с фамилиите на офицерите от крайцера.